# Clostridium aurantibutyricum
Clostridium aurantibutyricum è una specie di batterio appartenente alla famiglia delle Clostridiaceae.